# تاکسی دریایی

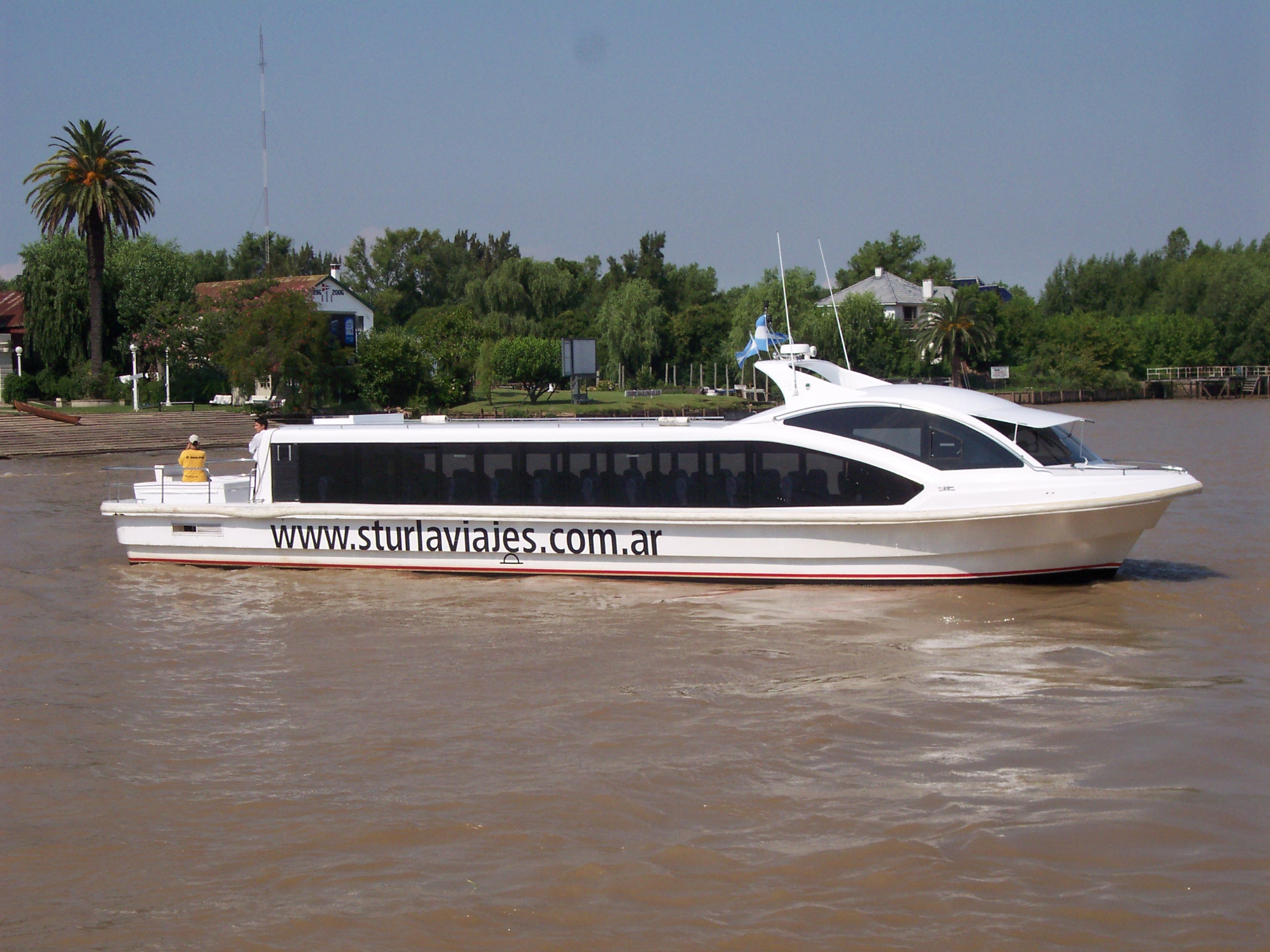
یک اتوبوس دریایی

تاکسی دریایی (به انگلیسی: Water taxi) یا تاکسی آبی یا اتوبوس دریایی جزو وسایل حمل و نقل عمومی است و جزو زیر مجموعه‌های فرابرها می‌باشد و کاربرد آن مانند اتوبوس معمولی است با این تفاوت که بر روی آب‌ها انجام وظیفه می‌کند و معمولاً در رودخانه‌های عمیق و دریاچه‌ها و دریاها فاصلهٔ بین شهرها و آبادی‌ها را طی می‌کند. در بسیاری از مناطق از این وسیله نقلیه به صورت درون‌شهری مانند استانبول و ونیز، یا به صورت برون‌شهری استفاده می‌شود.

## نگارخانه

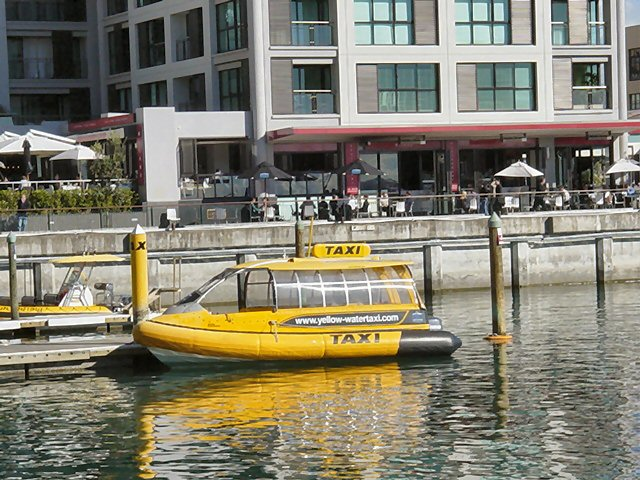
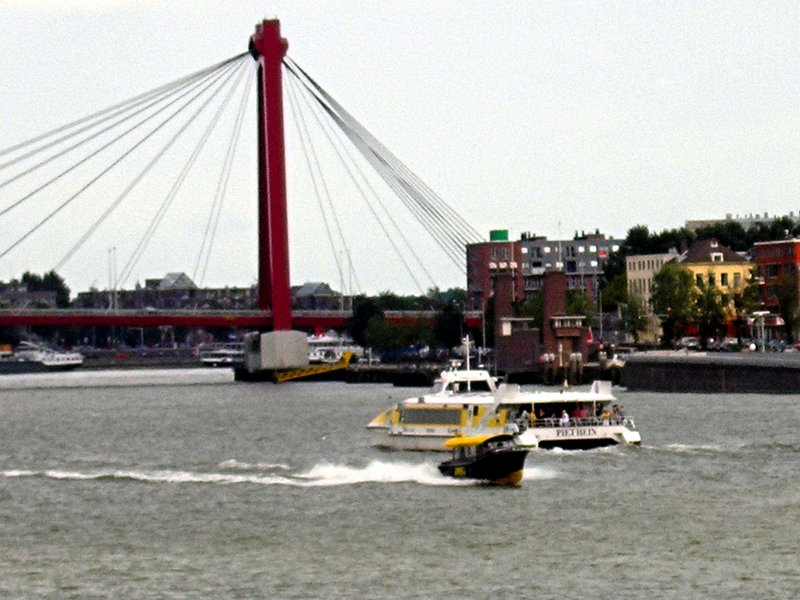
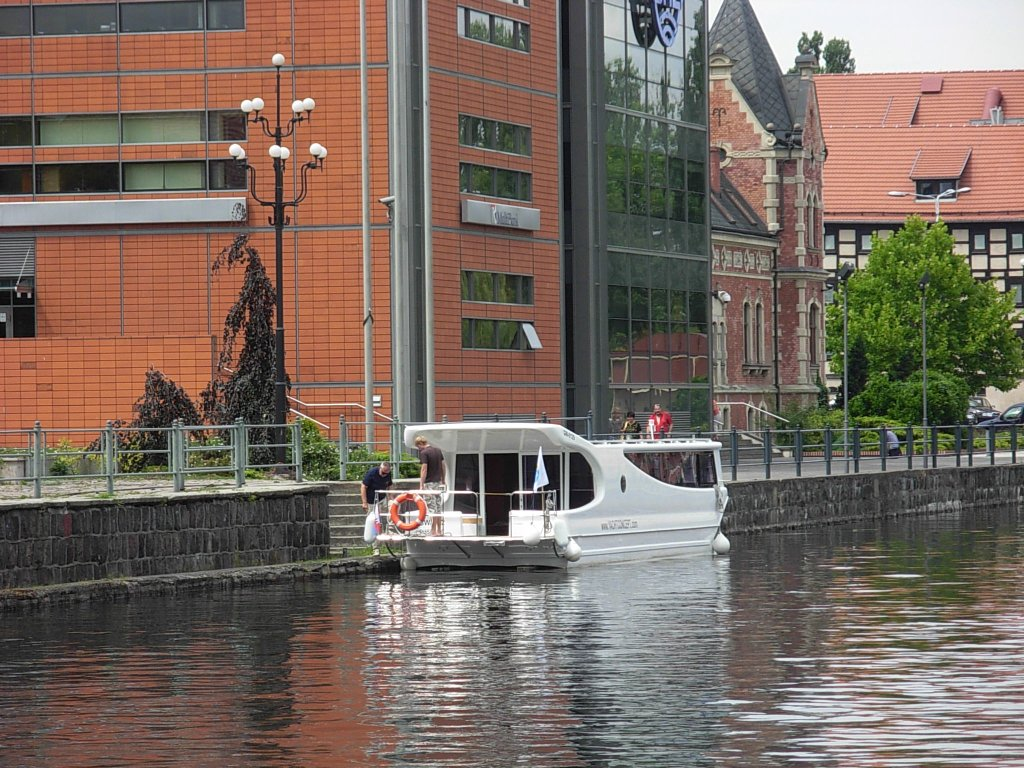
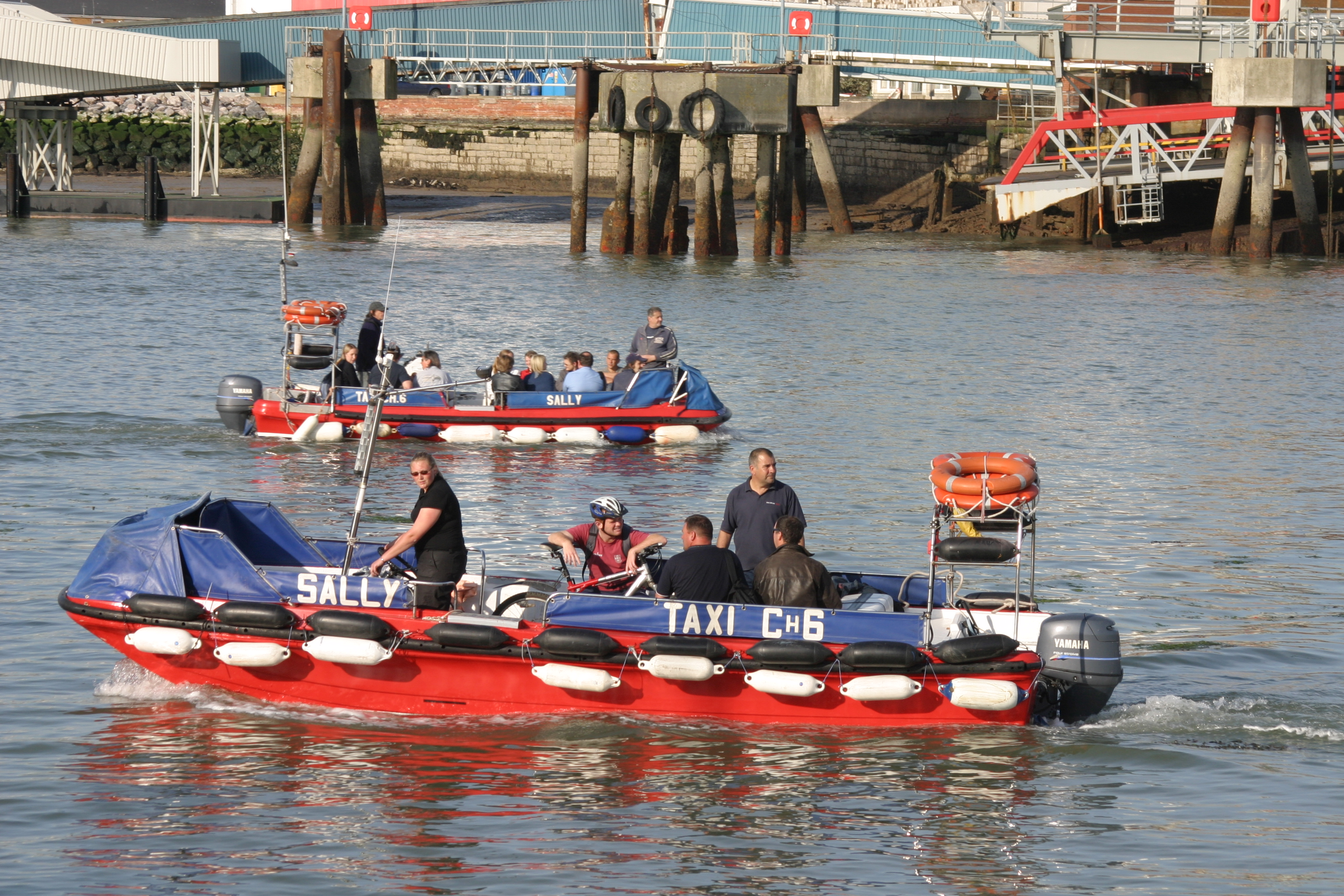
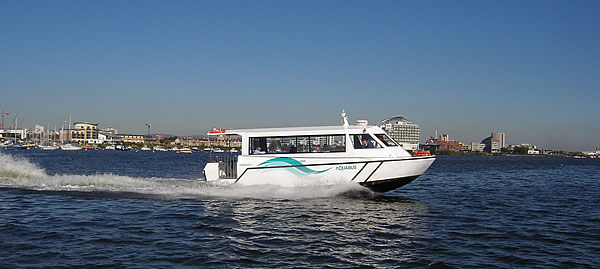
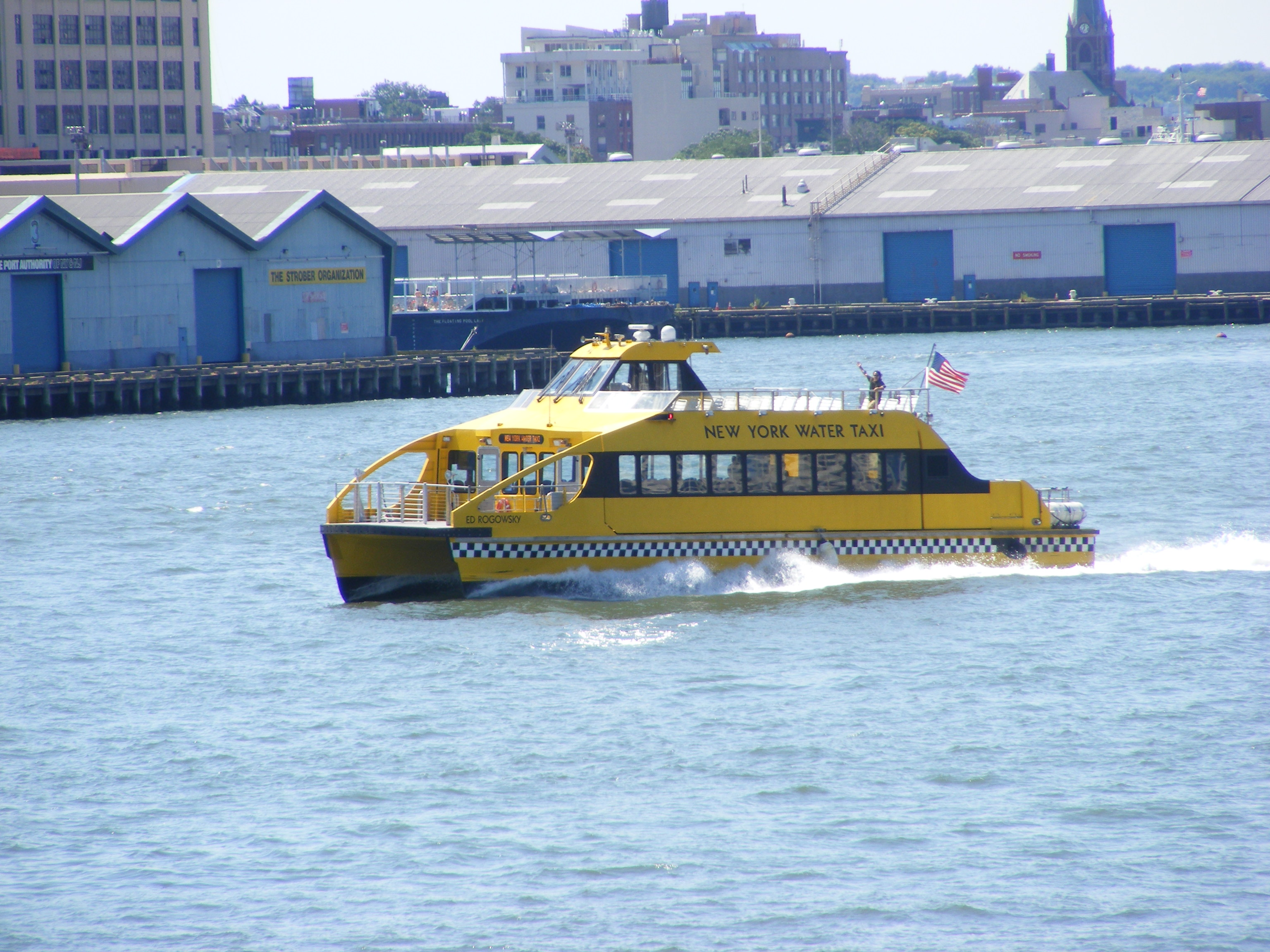
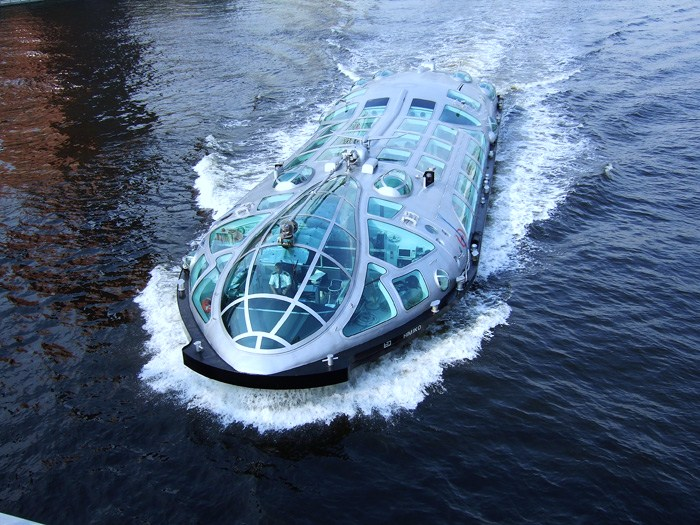
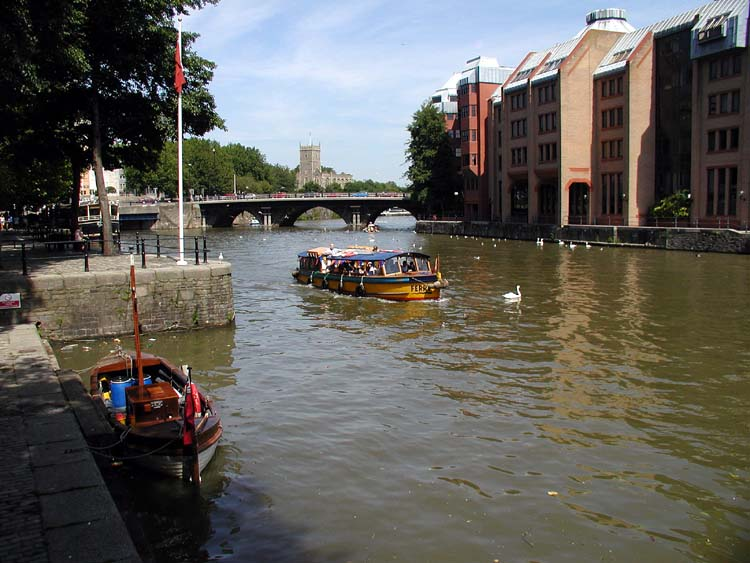
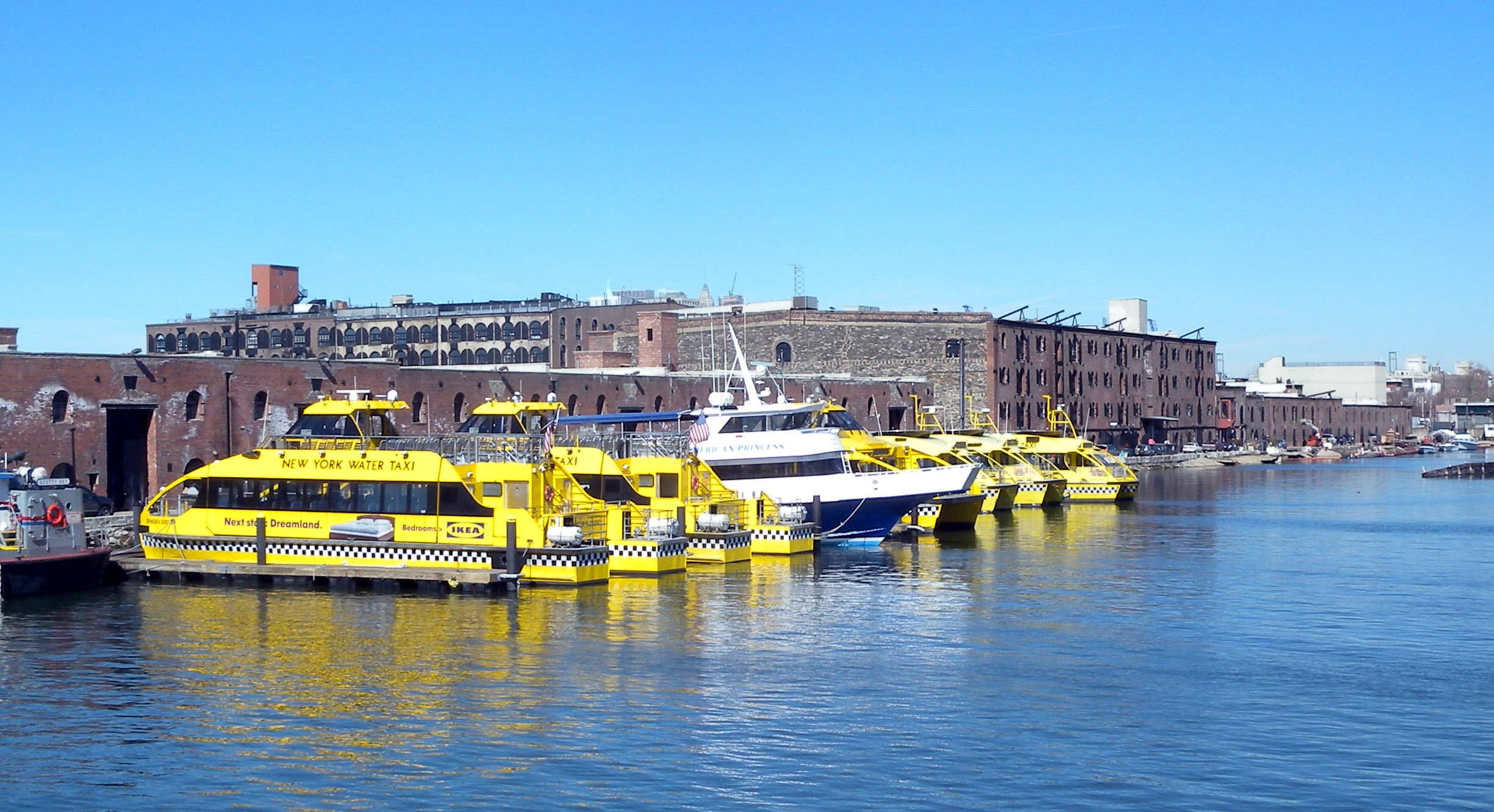
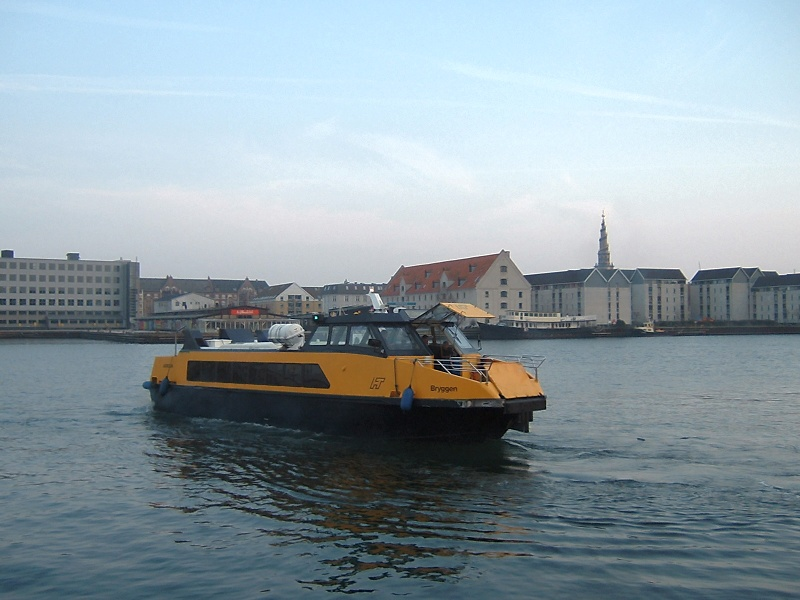
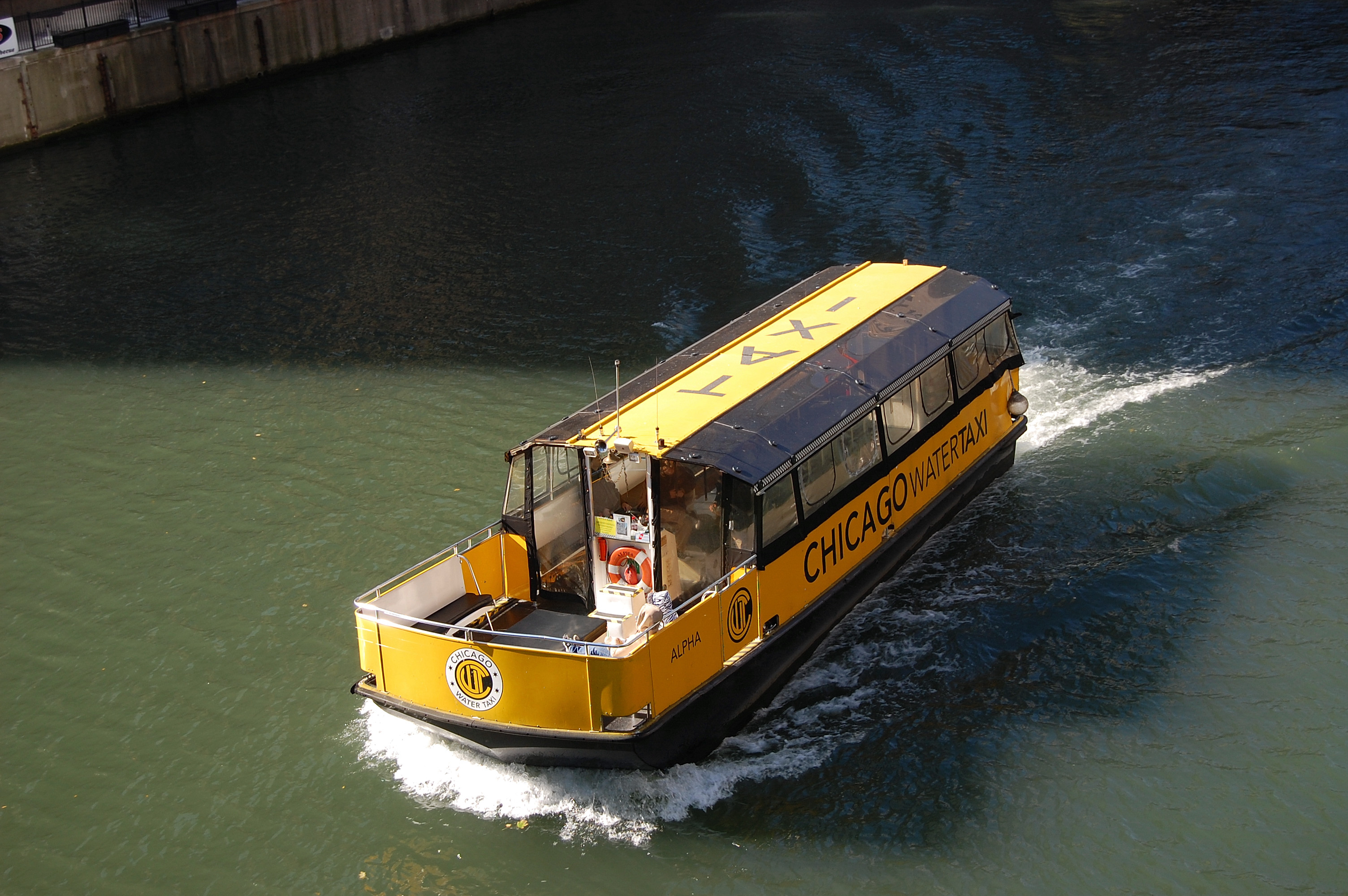

## کاربرد
تعدادی از شهرهایی که از این خدمات استفاده می‌کنند به شرح زیر هستند:
- آمستردام
- آوکلند[۱]
- بالتیمور[۲]
- بانکوک
- بوستون[۳]
- برمن
- بریزبن (همچنین ببینید  CityCat  و  CityFerry )
- بریستول (همچنین ببینید Bristol Ferry Boat)
- برونئی
- بوئنوس آیرس، تیگره
- بیدگوشچ (لهستان)
- کاردیف (همچنین ببینید Cardiff Waterbus)
- کیپ‌تاون
- Caye Caulker
- شیکاگو
- کپنهاگ (همچنین ببینید Copenhagen Harbour Buses)
- دبی، امارات (همچنین ببینید Abras)
- فورت لادردیل، فلوریدا
- گالاپاگوس
- گوتنبورگ ("Paddan" tour boat و "Älv-snabben" water bus lines)
- گوانگ‌ژو
- هالیفاکس
- هامبورگ
- هلسینکی
- استانبول[۴]
- جکسون‌ویل
- کراچی
- کوچی (شهر هند)
- کوبه
- کریستین‌سون، Norway
- Kragerø و surrounding area, Norway
- Laughlin, Nevada و بولهد سیتی، آریزونا
- لندن (همچنین ببینید London River Services و Thames Clippers)
- لانگ بیچ (همچنین ببینید Long Beach Transit)
- نانت (همچنین ببینید Navibus)
- مانیل (همچنین ببینید Pasig River Ferry Service)
- مسکو (River tram[۵])
- بمبئی
- نیویورک (همچنین ببینید Liberty Water Taxi و New York Water Taxi)
- نیوزیلند[۶]
- نیگاتا
- اکلاهوما سیتی[۷]
- اورلندو
- اوساکا (همچنین ببینید Osaka Suijō Bus)
- اسلو (همچنین ببینید Bygdøfergene, NBDS و Oslo Fergene)[۸]
- پاریس (همچنین ببینید Voguéo)
- پاناما
- پیتسبورگ
- پلیموث
- پوتسدام (Germany)[۹]
- Quad Cities، ایلی‌نوی/آیووا[۱۰]
- روتردام/دوردرخت[۱۱]
- ساکرامنتو
- سن پترزبورگ (Aquabus[۱۲])
- سیاتل، واشینگتن (همچنین ببینید King County Water Taxi)
- سئول[۱۳]
- شیزوئوکا
- سنگاپور (Singapore River)
- Spalding (River Welland)
- استکهلم[۱۴]
- سیدنی
- تالین[۱۵]
- تمپا، فلوریدا[پیوند مرده]
- وودلندز، تگزاس
- تورنتو (همچنین ببینید Toronto water taxis)
- توکیو (همچنین ببینید Tokyo Cruise Ship و Tokyo Mizube Line)
- ترینیداد (همچنین ببینید Water Taxi Service) پرت آو اسپاین to سان فرناندو (ترینیداد و توباگو) Water Taxi service inplemented in December 2008.
- ونکوور (همچنین ببینید Aquabus, Coastal Link Ferries, False Creek Ferries, English Bay Launch و SeaBus)
- ونیز (همچنین ببینید گوندولا و Vaporetto)
- ویکتوریا، بریتیش کلمبیا (همچنین ببینید فرودگاه ویکتوریا هاربر (بریتیش کلمبیا))[۱۶]
- وینیپگ
- Xochimilco، مکزیکو سیتی (همچنین ببینید Chalupa)
- یوکوهاما (همچنین ببینید The Port Service وKeihin Ferry Boat)
- Walt Disney World Resort (Castaway Friendship)